# Reformatio in peius
Reformatio in peius es una locución latina, que puede traducirse en español como "reformar a peor" o "reformar en perjuicio", utilizada en el ámbito del Derecho procesal. La expresión se utiliza cuando, tras un recurso de apelación o de casación, el tribunal encargado de dictar una nueva sentencia resuelve la causa empeorando los términos en que fue dictada la primera sentencia para el recurrente como consecuencia exclusiva de la interposición de su recurso.
Es un principio de Derecho Procesal que establece que el Tribunal de segunda instancia tiene prohibido cambiar el fallo del de primera instancia en detrimento del que lo impugnó.
Se trata de una doctrina judicial derivada del derecho de defensa del imputado. En muchas legislaciones existe la prohibición de la reformatio in peius como una garantía procesal para el apelante, particularmente en materia penal. Sin embargo, suele ser muy habitual (salvo que la sentencia principal resuelva el asunto totalmente a favor de una de las partes) que sean ambas partes las que pueden recurrir al tribunal, en cuyo caso el tribunal podrá mejorar o empeorar la resolución, sujetándose a las peticiones de las partes 

## Reformatio in peius en materia penal
La prohibición de la reformatio in peius en las legislaciones que así lo prevén se debe a que en el proceso penal rige el principio acusatorio (similar al principio dispositivo del derecho privado) según el cual si ningún actor impugna la sentencia, esta queda firme; en cambio, la existencia de un recurso sólo provoca el examen de los agravios expuestos. Se considera que el fallo queda firme en todo aquello que no sea objeto de los agravios. Por lo tanto, el recurso fija el thema decidendum.
Ésta garantía encuentra su fundamento en el hecho de que ante la falta de motivos que expresen la injusticia de una sentencia, al imputado se le hace muy difícil defenderse, y la decisión del tribunal se convertiría en sorpresiva y ultra petita.

## Mención en las Constituciones
- La Constitución española de 1978, dentro de su artículo 24, recoge el derecho a ser informados de la acusación formulada y por extensión la prohibición de reformatio in peius. Así lo establece numerosa jurisprudencia del Tribunal Constitucional (p.ej., SSTC 100/1995, de 20 de junio, FJ 2º; y 90/1986, de 2 de julio, FJ 2º). Ello significa, pues, que el Juzgado que revise la Sentencia de instancia sólo puede revisar la resolución impugnada ciñéndose a los planteamientos hechos por los litigantes. Lo contrario sería un claro caso de incongruencia, pues el tribunal podría modificar de oficio pronunciamientos no impugnados por el recurrente, lo cual también sería contrario al derecho al recurso legalmente previsto.[2]

- La Constitución de Colombia de 1991 estableció como principio constitucional la prohibición de la "reformatio in peius" en el artículo 31, que establece: "Toda sentencia judicial podrá ser apelada o consultada, salvo las excepciones que consagre la ley. El superior no podrá agravar la pena impuesta cuando el condenado sea apelante único."[3]
- La Constitución de la Nación Argentina no menciona expresamente la prohibición de la reformatio in peius, pero se deriva del derecho de defensa consagrado el artículo 18. La Corte Suprema de la Nación Argentina afirmó en varios fallos que se trata de una garantía constitucional, y su inobservancia implica la afectación al debido proceso y al derecho de defensa del acusado.[4]

## Jurisprudencia

### Argentina
Uno de los fallos que estableció ésta garantía fue "Mario Sixto Gómez" de la Corte Suprema de la Nación Argentina. En este caso, el procesado fue absuelto en primera instancia y el Fiscal decidió apelar la decisión. En el momento en que al Fiscal de Cámara le correspondía mantener el recurso, éste decide no hacerlo. Sin embargo, la Cámara resolvió tratar el recurso, revocar la absolución y condenar al imputado. La defensa interpuso recurso extraordinario federal por la violación de la garantía de la defensa en juicio. La corte hizo lugar al recurso y concluyó que no había sido respetada la garantía de la defensa, y en tal sentido argumentó:

"tan desprovista de soportes legales resultaría una condena de primera instancia sin acusación, como una condena de segunda instancia sin apelación."

Otro fallo similar fue "Monzó", en el cual el Fiscal de Cámara tampoco mantuvo el recurso y aun así el tribunal resolvió agravar la pena del imputado. La Corte tomó los argumentos del fallo "Mario Sixto Gómez" y agregó:

"la condena en segunda instancia sin que medie recurso interpuesto mantenido por el Ministerio Fiscal contra la sentencia absolutoria de primera instancia, importa resolver sin jurisdicción, afectar la situación alcanzada con el fallo firme de la instancia anterior y comprometer las garantías de la defensa."

Éstos no fueron los únicos fallos importantes alrededor del instituto de la reformatio in peius. Otra de las decisiones vertidas por el máximo tribunal fue la dictada en el marco de la causa "Escudero", en la cual el imputado es condenado por el delito de robo doblemente calificado por el uso de arma y por haber si cometido en poblado y en banda. La defensa interpuso Recurso de Casación y la Cámara revocó parcialmente la sentencia de primera instancia por errónea aplicación del agravante "banda", pero aun así mantuvo la misma pena. La corte resolvió revocar la sentencia de Cámara y ordenar el dictado de una nueva, argumentando:

"la prohibición de la reformatio in peius cuando no media recurso acusatorio tiene jerarquía constitucional, por lo cual toda sentencia que ignore éste principio resulta inválida en tanto importa que ha sido dictada sin jurisdicción."